# Église Notre-Dame-de-la-Salette de Malétable
L'église Notre-Dame est une église catholique située à Malétable, en France, ancienne commune rattachée à Longny les Villages.

## Localisation
L'église est située dans le département français de l'Orne dans l'ancienne commune de Malétable.

## Historique
L'initiative de la construction de l'édifice revient au curé du village en 1865 et ouverte au culte deux ans après. Le curé souhaitait commémorer les apparitions de Notre-Dame de La Salette à La Salette-Fallavaux en 1846.
L'édifice est inscrit au titre des monuments historiques : la tour est inscrite par arrêté du 30 mars 1978, l'église par arrêté du 26 août 1991.

## Architecture
Le clocher de style néo-baroque évoque un phare.